# Helotium schimperi
Helotium schimperi är en svampart som beskrevs av Navashin 1888. Helotium schimperi ingår i släktet Helotium och familjen Helotiaceae.   Inga underarter finns listade i Catalogue of Life.
I den svenska databasen Dyntaxa används istället namnet Discinella schimperi för samma taxon.  Arten är reproducerande i Sverige.